# Михальчук, Александр Николаевич
Александр Николаевич Михальчук (укр. Олександр Миколайович Михальчук; род. 3 февраля 1952, Киев) — украинский дипломат. Чрезвычайный и Полномочный Посол Украины в Республике Перу (2013—2017). Чрезвычайный и Полномочный Посланник 2 класса.

## Биография
Родился 3 февраля 1952 года в Киеве.
В 1974 году окончил факультет испанского языка Киевского государственного педагогического института иностранных языков.
В 1997—2000 годах — второй, первый секретарь отдела многостороннего разоружения и запрещения химического и биологического оружия Управления контроля над вооружениями и разоружения МИД Украины.
В 2000—2004 годах — первый секретарь, советник Посольства Украины в Королевстве Нидерланды, заместитель Постоянного представителя Украины при Организации о запрещении химического оружия.
В 2004—2006 годах — заведующий сектором, начальник отдела конвенционных проблем химического и биологического оружия — секретарь Национального органа Украины по выполнению Конвенции о запрещении химического оружия Департамента контроля над вооружениями и военно-технического сотрудничества МИД Украины.
В 2006—2010 годах — советник Посольства Украины в США, заместитель Постоянного наблюдателя от Украины при Организации американских государств.
В 2010—2011 годах — Заместитель директора департамента — начальник второго североамериканского отдела Второго территориального департамента МИД Украины.
В 2011—2013 годах — Заместитель директора департамента — начальник Управления стран Западной Европы Второго территориального департамента МИД Украины.
С 29 января 2013 по 3 февраля 2017 года — Чрезвычайный и Полномочный Посол Украины в Республике Перу.
Владеет испанским и английским языками.
Женат, имеет двух сыновей.
Президент Украины Пётр Порошенко освободил Александра Михальчука с должности посла Украины в Перу в связи с достижением предельного возраста пребывания на дипломатической службе.
Как сообщается на официальном сайте главы государства, соответствующий указ №24/2017 П.Порошенко подписал 3.02.2017